# Autoridad moral
La autoridad moral, en el lenguaje ético o político, se refiere al estatus de ser respetado por su trayectoria moral y seguir y defender un estándar de justicia o de bondad reconocido universalmente.
«Aquellos que buscan la autoridad moral simplemente se niegan a actuar de maneras que no se consideran legítimas y moralmente defendibles».

## Política
Sostener autoridad moral se puede utilizar para legitimar movimientos políticos, en particular la resistencia no violenta, sobre todo en oposición directa a la violencia, y hay movimientos de desobediencia civil en todo el mundo que la han utilizado para ganarse la simpatía y el apoyo de la sociedad.
Del mismo modo, los estados del siglo XXI pueden abstenerse de declarar la guerra a fin de mantener la autoridad moral —aunque el cínico observará que la «política de la realidad» sigue dando lugar a que se libren guerras, solo que sin las declaraciones—.

## Negocios
El economista y crítico social Robert H. Frank desafió la idea de que la conducta prosocial era forzosamente perjudicial para los negocios en su libro What Price the Moral High Ground? [¿Cuál es el precio de la autoridad moral?].
Sostenía que las empresas socialmente responsables a menudo obtienen beneficios inesperados, incluso en entornos altamente competitivos, debido a que su compromiso con el principio las hace más atractivas como socios de negocios.

## Uso cotidiano
En el uso cotidiano, una persona puede tomar la perspectiva de la «autoridad moral» con el fin de hacer una crítica de algo, o simplemente para ganar una discusión. Esta perspectiva se asocia a veces al esnobismo, pero también puede ser una forma legítima de apoyar una postura.
A veces se acusa a las ciencias o las filosofías sociales de utilizar la «autoridad moral» porque a menudo se interesan inherentemente por el proyecto de la libertad humana y la justicia. El propio proyecto tradicional de educación puede parecer defender un tipo de autoridad moral de la cultura popular, tal vez mediante el uso de la pedagogía crítica. De ese modo, también se puede acusar a sus defensores (con o sin razón) de buscar un sentimiento de superioridad falso e injustificado.

## Feminismo
Kate Fillion consideraba que, a raíz de la segunda ola del feminismo, «las suposiciones acerca de la superioridad moral femenina impregnan el discurso público», y sitúan a las mujeres como «camaradas en la autoridad moral, que se enfrentaron a un adversario común que habita en lo más hondo de las oscuras profundidades».

## Historia
Robert Lowell usó la autoridad moral, no una, sino dos veces, con distintos presidentes estadounidenses, en protesta por el militarismo estadounidense.
Peter Mandelson, consideraba que a Tony Blair «se le daba bien usar la autoridad moral y también perderla».